# Зерноїд рудогорлий
Зерноїд рудогорлий (Sporophila telasco) — вид горобцеподібних птахів родини саякових (Thraupidae). Мешкає в Південній Америці.

## Опис
Довжина птаха становить 10-10,5 см. вага 8,4-10.9 г. У самців голова, спина і хвіст сірі, крила чорні з сірими смугами і невеликими білими "дзеркальцями". Горло рудувато-каштанове, решта нижньої частини тіла біла. У самиць верхня частина тіла коричнева, нижня частина тіла білувата. Дзьоб у самців сірий, у самиць бурувато-сірий.

## Поширення і екологія
Рудогорлі зерноїди мешкають на тихоокеанському узбережжі Колумбії (на південь від Кауки), Еквадору, Перу (також в долині річки Мараньйон) та на крайній півночі Чилі (Аріка-і-Парінакота). Вони живуть в сухих чагарникових заростях, на луках, полях і пасовищах. Зустрічаються зграйками, на висоті до 1400 м над рівнем моря. Живляться насінням. В Еквадорі і Перу гніздування відбувається з лютого по травень, під час сезону дощів. Рудогорлі зерноїди іноді стають жертвами гніздового паразитизму синіх вашерів.